# Pikku Äijäjärvi
Pikku Äijäjärvi är en sjö i Pajala kommun i Norrbotten och ingår i Kalixälvens huvudavrinningsområde.